# Équipe des Pays-Bas de football au Championnat d'Europe 1992
L'équipe des Pays-Bas de football participe à sa 4e phase finale de championnat d'Europe lors de l'édition 1992 qui se tient en Suède du 10 juin 1992 au 26 juin 1992. Les Néerlandais se présentent à la compétition en tant que champions d'Europe en titre. Premiers du groupe 2 au premier tour, ils sont ensuite éliminés aux tirs au but en demi-finale par le futur champion, le Danemark.
À titre individuel, Dennis Bergkamp, Ruud Gullit et Marco van Basten font partie de l'équipe-type du tournoi. Dennis Bergkamp termine également meilleur buteur ex æquo de l'Euro 1992 avec 3 buts.

## Phase qualificative
La phase qualificative est composée de cinq groupes de cinq nations et deux groupes de quatre nations. Les sept vainqueurs de poule se qualifient pour l'Euro 1992 et ils accompagnent la Suède, qualifiée d'office en tant que pays organisateur. Les Pays-Bas remportent le groupe 6.
| Rang | Équipe   | Pts | J | G | N | P | Bp | Bc | Diff |  | Résultats (▼ dom., ► ext.) |     |     |     |     |     |
| ---- | -------- | --- | - | - | - | - | -- | -- | ---- |  | -------------------------- | --- | --- | --- | --- | --- |
| 1    | Pays-Bas | 13  | 8 | 6 | 1 | 1 | 17 | 2  | +15  |  | Pays-Bas                   |     | 1-0 | 2-0 | 2-0 | 1-0 |
| 2    | Portugal | 11  | 8 | 5 | 1 | 2 | 11 | 4  | +7   |  | Portugal                   | 1-0 |     | 1-0 | 1-0 | 5-0 |
| 3    | Grèce    | 8   | 8 | 3 | 2 | 3 | 11 | 9  | +2   |  | Grèce                      | 0-2 | 3-2 |     | 2-0 | 4-0 |
| 4    | Finlande | 6   | 8 | 1 | 4 | 3 | 5  | 8  | -3   |  | Finlande                   | 1-1 | 0-0 | 1-1 |     | 2-0 |
| 5    | Malte    | 2   | 8 | 0 | 2 | 6 | 2  | 23 | -21  |  | Malte                      | 0-8 | 0-1 | 1-1 | 1-1 |     |

## Phase finale

### Premier tour
| Groupe 2 |           |     |   |   |   |   |    |    |      |
|          | Équipe    | Pts | J | G | N | P | BP | BC | Diff |
| 1        | Pays-Bas  | 5   | 3 | 2 | 1 | 0 | 4  | 1  | +3   |
| 2        | Allemagne | 3   | 3 | 1 | 1 | 1 | 4  | 4  | 0    |
| 3        | Écosse    | 2   | 3 | 1 | 0 | 2 | 3  | 3  | 0    |
| 4        | CEI       | 2   | 3 | 0 | 2 | 1 | 1  | 4  | -3   |

| 12 juin | Pays-Bas | 1 | 0 | Écosse    |
| 12 juin | CEI      | 1 | 1 | Allemagne |
| 15 juin | Écosse   | 0 | 2 | Allemagne |
| 15 juin | Pays-Bas | 0 | 0 | CEI       |
| 18 juin | Pays-Bas | 3 | 1 | Allemagne |
| 18 juin | Écosse   | 3 | 0 | CEI       |

| 12 juin 1992                      | Pays-Bas     | 1 – 0   | Écosse | Ullevi, Göteborg                             |                                              |
| 17:15 · Historique des rencontres | Bergkamp 75e | (0 – 0) |        | Spectateurs : 35 720 Arbitrage : Bo Karlsson | Spectateurs : 35 720 Arbitrage : Bo Karlsson |
| 17:15 · Historique des rencontres | (Rapport)    |         |        | Spectateurs : 35 720 Arbitrage : Bo Karlsson | Spectateurs : 35 720 Arbitrage : Bo Karlsson |

| 15 juin 1992                      | Pays-Bas  | 0 – 0   | CEI | Ullevi, Göteborg                                 |                                                  |
| 20:15 · Historique des rencontres |           | (0 – 0) |     | Spectateurs : 34 400 Arbitrage : Peter Mikkelsen | Spectateurs : 34 400 Arbitrage : Peter Mikkelsen |
| 20:15 · Historique des rencontres | (Rapport) |         |     | Spectateurs : 34 400 Arbitrage : Peter Mikkelsen | Spectateurs : 34 400 Arbitrage : Peter Mikkelsen |

| 18 juin 1992                      | Pays-Bas                                  | 3 – 1   | Allemagne     | Ullevi, Göteborg                                    |                                                     |
| 20:15 · Historique des rencontres | Rijkaard 4e · Witschge 15e · Bergkamp 72e | (2 – 0) | Klinsmann 53e | Spectateurs : 37 725 Arbitrage : Pierluigi Pairetto | Spectateurs : 37 725 Arbitrage : Pierluigi Pairetto |
| 20:15 · Historique des rencontres | (Rapport)                                 |         |               | Spectateurs : 37 725 Arbitrage : Pierluigi Pairetto | Spectateurs : 37 725 Arbitrage : Pierluigi Pairetto |

### Demi-finale
| Entraîneur :     |
| R.Moller Nielsen |

| Entraîneur : |
| R.Michels    |

| Entraîneur :     |
| R.Moller Nielsen |

| Entraîneur : |
| R.Michels    |

## Effectif
Sélectionneur : Rinus Michels
| No. | Pos.      | Joueur             | Date de naissance et âge | Sélec. | Club                |
| --- | --------- | ------------------ | ------------------------ | ------ | ------------------- |
| 1   | Gardien   | Hans van Breukelen | 4 octobre 1956           | 69     | PSV Eindhoven       |
| 2   | Défenseur | Berry van Aerle    | 8 décembre 1962          | 31     | PSV Eindhoven       |
| 3   | Défenseur | Adrie van Tiggelen | 16 juin 1957             | 52     | PSV Eindhoven       |
| 4   | Défenseur | Ronald Koeman      | 21 mars 1963             | 56     | FC Barcelone        |
| 5   | Défenseur | Danny Blind        | 1er août 1961            | 20     | Ajax Amsterdam      |
| 6   | Milieu    | Jan Wouters        | 17 juillet 1960          | 48     | Bayern de Munich    |
| 7   | Attaquant | Dennis Bergkamp    | 10 mai 1969              | 13     | Ajax Amsterdam      |
| 8   | Milieu    | Frank Rijkaard     | 30 septembre 1962        | 52     | AC Milan            |
| 9   | Attaquant | Marco van Basten   | 31 octobre 1964          | 51     | AC Milan            |
| 10  | Milieu    | Ruud Gullit        | 1er septembre 1962       | 57     | AC Milan            |
| 11  | Milieu    | John van 't Schip  | 30 décembre 1963         | 36     | Ajax Amsterdam      |
| 12  | Attaquant | Wim Kieft          | 12 novembre 1962         | 40     | PSV Eindhoven       |
| 13  | Gardien   | Stanley Menzo      | 15 octobre 1963          | 3      | Ajax Amsterdam      |
| 14  | Milieu    | Rob Witschge       | 22 août 1966             | 7      | Feyenoord Rotterdam |
| 15  | Milieu    | Aron Winter        | 1er mars 1967            | 23     | Ajax Amsterdam      |
| 16  | Milieu    | Peter Bosz         | 21 novembre 1963         | 5      | Feyenoord Rotterdam |
| 17  | Défenseur | Frank de Boer      | 15 mai 1970              | 7      | Ajax Amsterdam      |
| 18  | Milieu    | Wim Jonk           | 12 octobre 1966          | 3      | Ajax Amsterdam      |
| 19  | Attaquant | Eric Viscaal       | 20 mars 1968             | 2      | KAA La Gantoise     |
| 20  | Attaquant | Bryan Roy          | 12 février 1970          | 8      | Ajax Amsterdam      |

## Navigation